# 川口中央インターチェンジ
川口中央インターチェンジ（かわぐちちゅうおうインターチェンジ）は、埼玉県川口市神戸にある、東京外環自動車道のインターチェンジ。川口・三郷方面への入口、川口・三郷方面からの出口のみのハーフIC。

## 道路
- C3 東京外環自動車道（64番）

## 接続する道路
- 国道298号
- 埼玉県道1号さいたま川口線
- 埼玉県道34号さいたま草加線
- 埼玉県道235号大間木蕨線

## 料金所
- レーン数：2
  - ETC専用：1
  - 一般・ETC：1

## 隣
C3 東京外環自動車道
(62)外環浦和IC - ((63)川口西IC) - (64)川口中央IC - (70)川口JCT - ((71)川口東IC) - (72)草加IC

## 注意点
当インターチェンジ入口から、東北自動車道や首都高速川口線へ利用する際は、料金所から800m先に川口ジャンクションがあるものの、外環の通行道料金を支払う必要があり、現金車の割引は一切無い。利用者の誤認防止のため、料金所に登るランプウェイ前に、大きな看板で『東北道・首都高川口線は別料金』と連続で掲示され注意喚起している。